# Anablepsoides speciosus
Rivulus speciosus es un pez de la familia de los rivulinos.

## Morfología
Los machos pueden alcanzar los 3,5 cm de longitud total.

## Distribución geográfica
Se encuentran en la cuenca del río Amazonas, en Perú.